# Георгиев, Никола Кириллов
Никола Кириллов Георгиев (Николай Кириллович) (16 декабря 1982 года, Старый Оскол, Белгородская область, СССР) — российский футболист, нападающий.

## Биография
Родился в городе Старый Оскол. Его отцом был болгарин, мать — русская. Именно поэтому в свидетельстве о рождении он был записан, как Никола Кириллов. С трех до девяти лет вместе с родителями жил в Болгарии, а затем вновь вернулся в Старый Оскол.
Свою профессиональную карьеру начал в нижегородской «Электронике», где Георгиев провел лучшие годы своей карьеры. Был одним из главных любимцев местных болельщиков в середине «нулевых». В 2002 году нападающий попал в заявку элистинского «Уралана», но попасть в основной состав команды элитного дивизиона ему не удалось. В 2004 году на некоторое время уезжал в Казахстан. Там нападающий полгода провел за клуб Премьер-Лиги «Женис». За него он провел семь игр и забил один гол.
В 2005 году Георгиев перешел в образованную на базе «Электроники» нижегородскую «Волгу», однако закрепиться надолго в команде у него не получилось. Сезон 2006 года форвард оканчивал в тверской «Волге», после чего он перешел в «Север». Именно в мурманском коллективе Никола Георгиев завершил свою профессиональную карьеру футболиста.